# Georgi Petrowitsch Dmitrijew
Georgi Petrowitsch Dmitrijew (russisch Георгий Петрович Дмитриев, wiss. Transliteration Georgij Petrovič Dmitriev; * 29. Oktober 1942 in Krasnodar, Sowjetunion; † 15. Juli 2016 in Moskau, Russland) war ein russischer Komponist.

## Leben
Nach einer Ausbildung an der Musikfachschule Krasnodar studierte er am Moskauer Konservatorium von 1961 bis 1966 Instrumentation bei Nikolai Rakow und Komposition bei Dmitri Kabalewski, bei dem er bis 1968 noch eine Aspirantur absolvierte. Von 1969 bis 1982 lehrte er selbst am Gnessin-Institut Moskau. Ab 1986 war er stellvertretender Vorsitzender, von 1988 bis 1992 erster frei gewählter Vorsitzender des Moskauer Komponistenverbands. In seiner Zeit trennte sich dieser Verband 1989 vom sowjetischen Komponistenverband unter Tichon Chrennikow und wurde unabhängig. Zudem war Dmitrijew beteiligt an der Gründung von Musikfestivals wie Moskauer Frühling, Erbe [Naslediye], Panorama und Eintracht [Soglasiye]. Bei diesen Treffen kamen Werke bisher ausgegrenzter Komponisten – wie das 1. Violinkonzert von Nikolai Roslawez – zur Aufführung, aber auch Werke von Vertretern der lange verbotenen westlichen Avantgarde – etwa von Iannis Xenakis, Karlheinz Stockhausen und Luciano Berio.
1993 wurde Dmitrijew Vorsitzender der Russischen Musikgenossenschaft, ab 1994 lehrte er außerdem als Professor an der Russischen Akademie für Chorkunst.

## Schaffen
Er schrieb Bühnenwerke, Oratorien, Orchesterwerke, Kammermusik, Chor- und solistische Vokalwerke sowie zahlreiche Filmmusiken, u. a. zu Der Krieg ist kein Abzählspiel (1977). Stilistisch verband er altes Volksliedgut und byzantinische Liturgien mit Verfahren der westlichen Moderne. Sein Spektrum reichte von Elementen der Zwölftontechnik über Elektronische Musik bis hin zu tonalen Klängen; in den 80er Jahren bezeichnete er sich als „Anhänger der freien Nutzung unterschiedlichster Kompositionstechniken und -stile“. Es entstanden in dieser Zeit Werke über sowjetische Sujets wie seine 2. Sinfonie Auf dem Kulikovo-Feld (1979) nach Alexander Blok, das Orchesterwerk Packeis – Treibeis (1983) nach der Lektüre von Lenins Staat und Revolution und das Oratorium Kosmisches Russland (1984) nach Texten u. a. von Konstantin Ziolkowski, Juri Gagarin und Wladimir Majakowski. Ab Ende der 80er setzte eine Wende zum Religiösen ein, die dann zu Chorwerken wie Das gerechte Russland (1995) führte. Dmitrijews Kompositionen wurden auch außerhalb Russlands in Frankreich, Italien, Deutschland und in den USA aufgeführt.

## Auszeichnungen
- 1988: Kompositionspreis Budapest[5]
- 1991: Kompositionspreis Trento[5]
- 1999: Puschkin-Goldmedaille[4]
- 2001: Preis Мэр Москвы[8]
- 2003: Verdienter Künstler der Russischen Föderation[8]